# Tripoderna
Tripoderna (The Tripods), är en brittisk science fiction-TV-serie från 1984, producerad av BBC. Serien bygger på John Christophers böcker The White Mountains och The City of Gold and Lead. Den tredje boken The Pool of Fire blev aldrig inspelad.

## Handling
De utomjordiska Tripoderna - enorma trebenta maskiner - har tagit över jorden, gjort slut på alla krig och fört tillbaka mänskligheten till ett jordbrukssamhälle helt utan modern teknologi. Alla människor dyrkar Tripoderna efter att de har blivit "hjärntvättade". De båda kusinerna Will och Henry Parker rymmer till Frankrike där de träffar ännu en rebell, Jean-Paul "Beanpole" Deliet. De tre pojkarna upplever en hel del äventyr på sin färd mot de Vita bergen där basen för alla rebeller finns. 